# 에스토니아 유대인
에스토니아 유대인(에스토니아어: Eesti juudid; 히브리어: יהודים אסטונים)의 역사는 14세기부터 현재의 에스토니아에 유대인이 존재한다는 보고에서 시작된다.
유대인들은 19세기에 에스토니아에 정착했는데, 특히 1865년 러시아 차르 알렉산드르 2세의 법령에 따라 소위 유대인 "니콜라스 군인들"(종종 전 국군주의자들)과 그 후손들, 퍼스트 길드 상인들, 장인들, 고등 교육을 받은 유대인들이 정착의 벽 밖에 정착할 수 있게 되었다. 이 정착민들은 에스토니아에서 최초의 유대인 신도회를 설립했다. 에스토니아에서 가장 큰 탈린 신도회는 1830년에 설립되었다. 타르투 신도회는 처음 50가구가 그곳에 정착한 1866년에 설립되었다. 유대교 회당이 지어졌고, 그 중 가장 큰 것은 1883년에 탈린과 1901년에 타르투에 지어졌다. 이 두 개 모두 제2차 세계 대전 동안 화재로 파괴되었다. 에스토니아의 유대인 역사가 나단 간스의 기록에서 볼 수 있듯이 유대교 회당도 뷔로에 지어졌다.
유대인 인구는 에스토니아의 다른 도시들로 퍼져 나갔고, 그곳에서 기도의 집 (발가, 패르누, 빌리안디)이 세워지고 묘지가 세워졌다. 학교들은 탈무드를 가르치기 위해 열렸고, 초등학교들은 1880년대 탈린에서 조직되었다. 정착지가 러시아 군대에 어린 나이에 징집된 국군주의자들로 구성되어 있었기 때문에, 그 당시의 유대인들의 대다수는 고급 교육 없이 소규모 상인들과 장인들로 구성되어 있었다. 그러나 19세기 말, 몇몇 유대인들은 타르투 대학교에 입학했고 나중에 유대인들의 문화와 교육에 활기를 불어넣는데 상당한 기여를 했다. 타르투 대학교를 졸업한 버루의 유대인 거주자들 중에는 모세 볼프 골드베르크가 있었다. 1917년에 유대인 연극 클럽이 타르투에서 설립되었다.

## 에스토니아의 유대인 자치권
약 200명의 유대인들이 에스토니아 공화국의 수립을 위해 에스토니아 독립 전쟁 (1918년~1920년)에서 전투에서 싸웠다. 이 전투원들 중 70명은 자원봉사자들이었다.
1918년 에스토니아 공화국이 설립되면서 유대인들의 삶에 새로운 시대의 시작이 되었다. 에스토니아가 국가로서 독립한 이후 에스토니아는 모든 민족적, 종교적 소수자들에 대한 관용을 보였다. 이것은 유대인 사회의 정치적, 문화적 활동에 활기찬 성장을 위한 발판을 마련한 것이다. 1919년 5월 11일과 16일 사이, 유대인들의 삶이 직면하고 있는 새로운 상황들을 논의하기 위해 첫 번째 에스토니아 유대인 집회 회의가 소집되었다. 이 곳이 문화 자치에 대한 생각과 탈린의 유대인 체육관 (중등학교)이 탄생한 곳이다. 유대인 사회들과 협회들은 수적으로 증가하기 시작했다. 이 새로운 사회들 중 가장 큰 것은 1918년에 설립된 탈린의 H. N. 뱌리크 문학과 연극 협회이다. 협회들과 클럽들은 빌리안디, 나르바, 그리고 다른 곳에서 설립되었다.

## 1940년 소련 점령
1940년 소련의 에스토니아 점령으로 에스토니아 내 소규모 유대인 공동체의 생활은 차질을 빚었다. 문화 자치와 모든 기관은 1940년 7월 청산되었다. 같은 해 7월과 8월에는 모든 조직, 협회, 협회 및 기업이 문을 닫았다. 유대인 사업체는 국유화되었다. 비교적 많은 유대인(350~450명, 전체 유대인 인구의 약 10%)이 1941년 6월 14일 소련 당국에 의해 러시아의 수용소로 추방되었고, 대부분이 사망했다.

## 제2차 세계 대전

### 홀로코스트
그렇지 않으면 자신들을 기다리고 있던 운명을 알고 있던 에스토니아 유대인 공동체의 75% 이상이 가까스로 소련으로 탈출했고, 1941년 말까지 거의 모든 (950명에서 1000명 사이의 남성, 여성, 어린이)이 목숨을 잃었다. 그들은 에스토니아의 유일한 랍비, 타르투 대학교의 유대인 연구 교수, 유대인 공동체를 떠난 유대인, 정신 장애인, 그리고 에스토니아 독립 전쟁의 수많은 퇴역 군인들을 포함했다. 에스토니아에서 일어난 전쟁에서 살아남은 유대인은 12명 미만인 것으로 알려져 있다.

## 소비에트 시대
칼레비-리바 살인사건에 가장 큰 책임이 있는 네 명의 에스토니아인이 1961년 전쟁 범죄 재판에서 재판을 받았다. 두 명은 나중에 처형되었고, 다른 사람들은 망명을 함으로써 양형을 피했다.
탈린에서 온 약 1,500명의 유대인들이 전쟁 후 돌아왔고, 1959년까지 그 도시에는 3,714명의 유대인들이 있었다. 제3차 중동 전쟁 이후, 400명의 탈린 유대인들이 이스라엘로 이주했다. 1944년부터 1988년까지, 에스토니아에는 유대인 단체, 협회, 또는 클럽이 없었다.

## 현재 상황
1988년 3월, 에스토니아가 독립을 되찾으면서 구소련에서는 처음으로 탈린에 유대인 문화 협회가 설립되었다. 소련의 다른 지역과 달리, 이 협회나 그 상징물을 등록하는 데는 문제가 없었다. 이 협회는 콘서트와 강연회를 조직하는 것으로 시작되었다. 곧 유대인 학교를 설립하자는 문제가 불거졌다. 시작은 1989년에 주일학교가 설립되었다. 카루 거리에 있는 탈린 유대인 체육관은 직업학교에서 사용하고 있었다. 1990년에는 1학년에서 9학년까지의 유대인 학교가 설립되었다.
문화 협회와 제휴한 유대인 문화 클럽들은 타르투, 나르바, 코흐틀라얘르베에서 시작되었다. 다른 단체들은 스포츠 협회 마카비, 구리니 친선 기부를 위한 협회, 유대인 재향군인회를 따랐다. 유대인 회중들에게 생활이 돌아갔다. 히브리어 강좌들이 다시 개설되었다. 비교적 큰 도서관이 다른 나라들의 이스라엘과 유대인 공동체들의 도움으로 문을 열었다.
문화 활동의 전 영역은 계속해서 성장했다. 유대인 문화 협회는 1988년 말에 설립된 에스토니아 국민 연합의 창립 회원이다. 1991년 에스토니아의 독립 회복은 수많은 정치적, 경제적, 사회적 변화를 가져왔다. 에스토니아에 거주하던 유대인들은 이제 국가 소수자로서 그들의 권리를 지킬 수 있게 되었다. 유대인 공동체는 1992년 4월 11일 헌장의 승인으로 공식적으로 인정받았다. 에스토니아는 유대인에 대한 전통적인 배려를 우정과 화해로 재개했다. 이를 지지하기 위해 원래 1925년 법에 기초한 새로운 문화 자치법이 1993년 10월 에스토니아에서 통과되었는데, 이는 유대인을 포함한 소수 공동체가 그들의 국가 정체성을 보존할 수 있는 법적 보장을 부여하는 것이다.
2005년 러시아 차르 알렉산드르 2세의 군대에서 복무한 후 그곳에 거주지를 설립한 유대인 국군주의 가족 유다켄의 공장과 맞닿아 있어 버루에 있는 공원의 이름은 "유대인 공원"으로 바뀌었다. 1875년 유대인 가족은 버루에 공원 근처에 유대교 회당을 지었다.
2007년 5월 16일 탈린에 있는 새로운 유대교 회당이 문을 열었다. 그것은 성역, 미카 및 식당을 수용한다.

## 역사적 인구 통계
에스토니아는 항상 상대적으로 적은 유대인 인구를 가지고 있었다. 1820년 에스토니아에는 36명의 유대인 거주자가 살고 있었다. 1918년까지 그 수는 1,523명으로 증가했다. 1922년에는 1,929명의 유대인 거주자가 있었다. 1934년에는 4,389명의 유대인 거주자가 있었다. 다른 많은 유럽 국가들과 대조적으로 에스토니아의 유대인 인구는 1959년 거의 5,500명으로 제2차 세계 대전 이후에야 정점에 달했다. 그 후 꾸준히 감소하기 시작했는데, 공산주의가 무너진 후 많은 에스토니아 유대인들이 다른 나라, 특히 이스라엘과 미국으로 이주하면서 1990년대에 특히 급격한 감소가 있었다. 다음 장소들은 에스토니아 나르바, 패르누, 라크베레, 탈린(마가시니 유대인 묘지, 라후매 유대인 묘지), 타르투(구 유대인 묘지, 루시 스트리트 묘지), 발가, 빌리안디, 버루에 있는 유대인 묘지들로 알려져 있다.

## 같이 보기
- 오스트란트 국가판무관부
- 라트비아 유대인